# Istanbulský summit 1999
Istanbulský summit v roce 1999 byl 6. summitem Organizace pro bezpečnost a spolupráci v Evropě (OBSE) a konal se v Istanbulu v Turecku od 18. listopadu do 19. listopadu, což vedlo k přijetí deklarace z istanbulského summitu a podpisu Charty evropské bezpečnosti. 30 států OBSE také v Istanbulu podepsalo  Dohodu o úpravě smlouvy o konvenčních ozbrojených silách v Evropě, která pozměnila Smlouvu o konvenčních ozbrojených silách v Evropě z roku 1990 tak, aby odrážela změny od konce studené války. Mezi Ruskem a Západem došlo k verbálnímu střetu ohledně intervence NATO v kosovském konfliktu a začátku druhé čečenské války.
Diskutovalo se také o konfliktu v Podněstří, abcházsko-gruzínském konfliktu a gruzínsko-osetském konfliktu. Na summitu Rusko slíbilo, že stáhne své vojenské síly z Moldavska a Gruzie do 31. prosince 2002, což se nestalo. 